# 哈德威克庄园
哈德威克庄园（英語：Hardwick Hall）是位於英國英格蘭德比郡的一座修建於伊麗莎白時期的鄉村別墅。哈德威克廳修建於1590年至1597年之間，外觀為文藝復興式建築風格。1959年，哈德威克廳的所有權移交給國家名勝古蹟信託。現在哈德威克廳開放給一般民眾參觀，也是著名的觀光景點。

## 歷史
它原為德文郡公爵所有，1950年因第10代德文郡公爵愛德華·卡文迪什意外逝世且其遺產稅高達80%，德文郡公爵家族將其轉手。1956年英國財政部接手，1959年將其交給英國國民信託管理。但德文郡公爵的遺孀德文郡公爵夫人伊芙琳·卡文迪什一直住在哈德威克莊園中直至1960年去世。

## 外部連結
- Hardwick Hall information at the National Trust（页面存档备份，存于）